# 王耀宏
王耀宏（2003年3月20日—），藝名Meaning，在2022年參加由YouTube頻道《試當真》主辦的「校花校草The Next Era 2022」後，正式以模特兒及演員身份出道，開展其演藝生涯。

## 簡介
王耀宏中學就讀聖言中學，大學就讀於香港科技大學金融系。2021年參加《2021亞洲模特兒盛典(FOHK)暨ACE Talent演藝大獎》入圍決賽。2022年8月參加了試當真主辦的「校花校草The Next Era 2022」選秀節目

，王耀宏原本以Ivan（暫名）參賽，在節目首集中，被古天樂考驗其急才，要求於5秒內即場改名，結果改以全新英文名「Meaning」繼續比賽。其後更被古天樂親選為代表，作為參賽者中的班長。由於樣貌標緻加上甚有觀眾緣，Meaning成為當時首位受廣告商青睞的校草，隨後半年已接拍數十支廣告，亦有於音樂錄像中演出。有指王之樣貌酷似年輕時的古天樂及韓國演員李到晛。

## 音樂錄像
| 年份 | 歌曲名稱           | 主唱        |
| 2022 | I’m sorry          | One Promise |
| 2023 | 第n次初戀          | 馬天佑      |
| 2024 | 留在你在我在的腦海 | 黃淑蔓      |
| 2025 | 吉卜力             | 馮允謙      |

## 外部連結
- 王耀宏的Instagram帳戶